# Paulo Victor Costa da Silva
Paulo Victor Costa da Silva (* 12. Mai 1986 in Corumbá) ist ein brasilianischer Volleyballspieler.

## Karriere
Costa da Silva begann seine Karriere 2006 bei São José Vôlei. In der Saison 2007/08 spielte er in Argentinien für den Azul Voley Club. Anschließend wechselte der Diagonalangreifer zum österreichischen Erstligisten Hypo Tirol Volleyballteam Innsbruck. Mit Innsbruck wurde er dreimal in Folge österreichischer Meister. Außerdem gewann er 2009 die mitteleuropäische MEVZA-Liga und spielte in der Champions League. 2011 kehrte er nach Brasilien zurück. Dort gewann er mit der brasilianischen Nationalmannschaft den Pan American Cup und wurde dabei zum MVP gewählt. Danach spielte er zunächst für RJX Rio de Janeiro. Mit dem Verein gewann er 2013 die Klub-Weltmeisterschaft. Anschließend wechselte er nach Belo Horizonte zu Sada Cruzeiro Vôlei. 2013 wurde er vom italienischen Erstligisten Globo Scarabeo Civita Castellana verpflichtet. Von 2016 bis 2019 spielte er wieder in der brasilianischen Liga bei Sesc Rio de Janeiro. 2019 wechselte er zum deutsch-österreichischen Bundesligisten Hypo Tirol Alpenvolleys Haching.